# Vachellia tortuosa
Acacia tortuosa é uma espécie de leguminosa do gênero Acacia, pertencente à família Fabaceae.